# Myllyn Paras
Myllyn Paras — ООО «Колос-Экспресс» в России (фин. «Лучшее из мельницы», произносится Мюллюн Парас) — финская компания, производитель каш и хлопьев под брендами «1928», «Тигренок», «Био-Био», а также поставщик сырья для компаний, работающих сегментах HoReCa и B2B. Мюллюн Парас основана в 1928 году в финском городе Хювинкяя, на российском рынке работает более 20 лет. В 2015 году в Московской области был открыт один из самых современных заводов в Европе по переработке зерна.

## О компании
Myllyn Paras является лидером в Финляндии по поставке на рынок слоеного теста и макарон. Также производит, продает и поставляет на рынок муку, хлопья, крупу, а также кондитерские изделия. Два завода компании расположены в городе Хювинкяя в Финляндии, где производится мука, хлопья, крупа, макароны, замороженные продукты, а один в Московской области в России, на котором производятся и фасуются различные виды хлопьев. Myllyn Paras обрабатывает 75 000 тонн зерна каждый год, систематически развивает и модифицирует ассортимент продукции и ищет новые способы использования различного вида сырья.
Также компания производит продукты для экспорта, в
основном в Россию, СНГ и страны Балтии.
Годовой оборот концерна за 2014 год составил 61,7 млн евро.

## История компании
Финская компания Myllyn Paras — это семейное предприятие с 85-летней историей. Дата основания — 29.12.1928 г. Основателями компании были местные фермеры, одним из которых был Кайно Пиеккари, дед нынешнего владельца и генерального директора компании Пекка Савела.
К 1953 году производственная мощность оборудования компании превышала 100 тонн в сутки.
в 1970 году произошла консолидация большинства акций компании в руках господина Майно Савела, зятя председателя правления фирмы Кайно Пиеккари. В результате данного события М. Савела стал генеральным директором, и компания стала рассматриваться как семейный бизнес.
С середины 70-х годов прошлого столетия компания стала осваивать новое направление — производство макаронных изделий и тем самым повысила свои объёмы производства. В 1979 году компания Myllyn Paras начала экспортировать свою продукцию в Советский Союз.
В 1988 году компания начинает выпускать замороженное тесто в качестве полуфабриката для производства выпечки, которое становится популярным не только в сегменте HoReCa, но у розничного потребителя.
в 1989 году генеральным директором был назначен Пекка Савела, представитель третьего поколения семейного бизнеса. В то время как его отец Майно Савела стал председателем правления.
В 2012 году в России, в Курской области, было запущено сельскохозяйственное производство и введен в эксплуатацию элеватор для хранения зерна.
В 2015 году состоялось официальное открытие нового, самого современного в России, завода по переработке зерновых, который был построен в Домодедовском районе Московской области.